# Aeolesthes ampliata
Aeolesthes ampliata là một loài bọ cánh cứng trong họ Cerambycidae.